# Вила-Нова-ди-Пайва
Ви́ла-Но́ва-де-Па́йва, в порт.-браз. произношении Ви́ла-Но́ва-ди-Па́йва (порт. Vila Nova de Paiva; ['vilɐ 'nɔvɐ dɨ 'paivɐ ]) — городок в Португалии, центр одноимённого муниципалитета в составе округа Визеу. Находится в составе крупной городской агломерации Большое Визеу. По старому административному делению входил в провинцию Бейра-Алта. Входит в экономико-статистический субрегион Дан-Лафойнш, который входит в Центральный регион. Численность населения — 1,4 тыс. жителей (посёлок), 6,1 тыс. жителей (муниципалитет) на 2001 год. Занимает площадь 177,37 км².
Праздник посёлка — 2 марта.

## Расположение
Поселок расположен в 26 км на запад от адм. центра округа города Визеу.
Муниципалитет граничит:
- на севере — муниципалитет Тарока, Каштру-Дайре
- на востоке — муниципалитет Моимента-да-Бейра, Сатан
- на юге — муниципалитет Сатан
- на юго-западе — муниципалитет Визеу
- на западе — муниципалитет Каштру-Дайре

## История
Посёлок основан в 1514 году.

## Транспорт
| Численность населения муниципалитета по годам | Численность населения муниципалитета по годам | Численность населения муниципалитета по годам | Численность населения муниципалитета по годам | Численность населения муниципалитета по годам | Численность населения муниципалитета по годам | Численность населения муниципалитета по годам | Численность населения муниципалитета по годам | Численность населения муниципалитета по годам |
| --------------------------------------------- | --------------------------------------------- | --------------------------------------------- | --------------------------------------------- | --------------------------------------------- | --------------------------------------------- | --------------------------------------------- | --------------------------------------------- | --------------------------------------------- |
| 1801                                          | 1849                                          | 1900                                          | 1930                                          | 1960                                          | 1981                                          | 1991                                          | 2001                                          | 2004                                          |
| 704                                           | 4686                                          | 6954                                          | 7400                                          | 8931                                          | 6420                                          | 6088                                          | 6141                                          | 6319                                          |

## Состав муниципалитета
В муниципалитет входят следующие районы:
1. Альяйш
2. Фрагуаш
3. Пендилье
4. Кейрига
5. Тору
6. Вила-Кова-а-Коэльейра
7. Вила-Нова-де-Пайва